# Charles Cagniard de la Tour
Charles Cagniard de la Tour, även kallad Caignard-Latour född 31 mars 1777 och död 5 juli 1859, var en fransk ingenjör och fysiker.
Cagniard de la Tour är mest känd genom den av honom konstruerade akustiska sirenen, med vars hjälp det är möjligt att på mekanisk väg bestämma svängningstalet för en ton. Cagniard de la Tour angav principen för en varmluftsmaskin och var den förste som sysslade med undersökningar vid den så kallade kritiska temperaturen i termodynamik.